# Icaronycteris
Icaronycteris és un gènere extint de microquiròpters. Era un ratpenat que visqué durant l'Eocè inferior, fa aproximadament 52 milions d'anys. Aquests fòssils han estat trobats a Àsia, Europa i Nord-amèrica.